# Abdij van Roosenberg

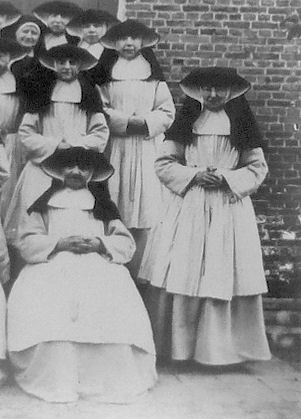
De zusters in koorkleding, Waasmunster, ca 1920

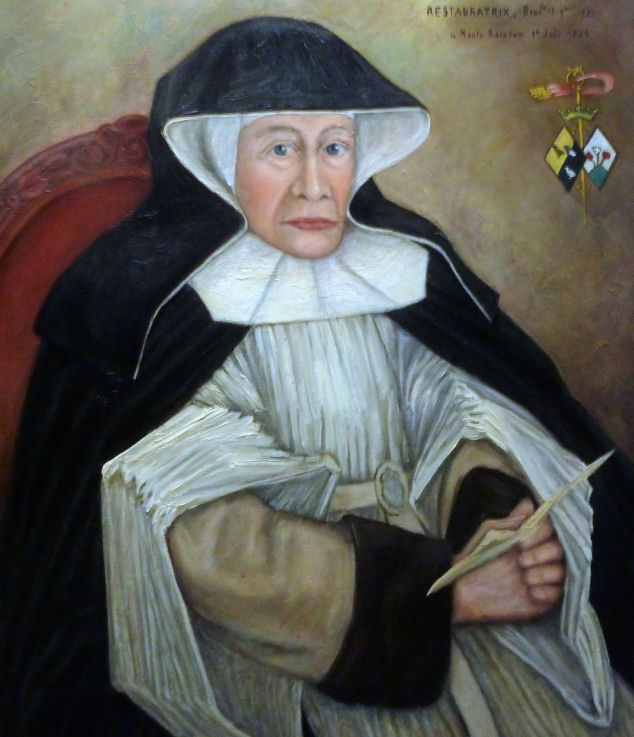
Portret van abdis Joanna Maria van Doorselaer de ten Ryen (1782-1863)

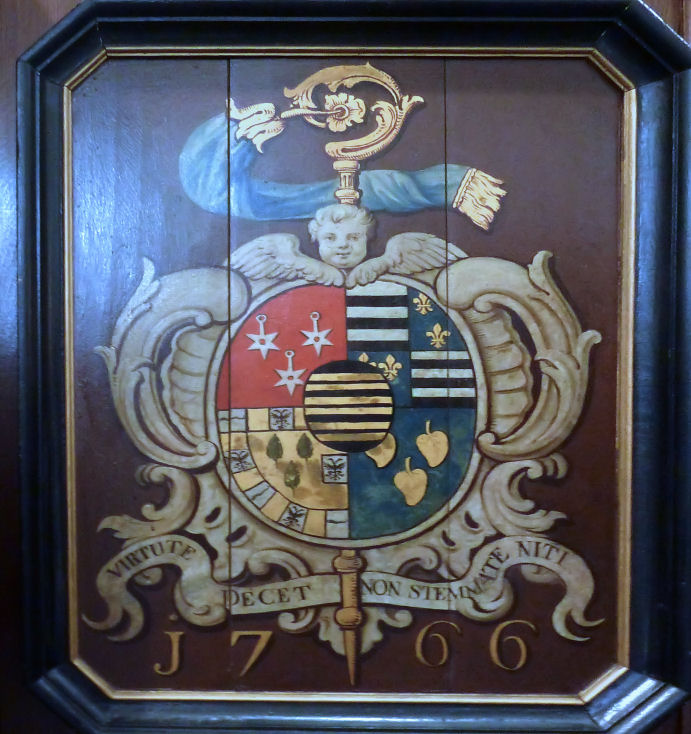
Wapenschild van Abdis de Crombrugghe

De Abdij van Roosenberg was een vrouwenabdij in  Waasmunster, Bisdom Gent sinds 1238. De monastieke gemeenschap bestond uit koornonnen.
Van bij de fundatie was de abdij in handen van victorijnen of reguliere kanunnikessen van Sint-Victor die leefden volgens de regel van de heilige Augustinus. In de jaren 70 ging men, omwille van minder roepingen, over tot fusie met de Mariazusters van Franciscus en werkte men verder onder die naam. De derde en huidige abdij is sedert 1975 gelegen aan de Oudeheerweg-Heide.

## Eerste fundatie
De eerste Roosenbergabdij (Monasterii de Monte Rosarum) was een reguliere abdij met pauselijke clausuur, voor bernardinnen, die het koorofficie baden. Er waren koornonnen, onder leiding van een gekozen abdis, die meestal van adel waren, en ook buitenzusters. De stichting gaat terug tot 1237-1238 aan de boorden van de Durme op verzoek van de Doornikse bisschop Walter van Marvis. In 1419 brandde het gebouw af, maar de zusters lieten hun abdij opnieuw op de Rosenberg herrijzen. Het monastieke leven werd verschillende keren verstoord: zo werd de abdij opnieuw in 1459  verwoest door de Gentenaars en in 1578 door de calvinisten. De abdissen wisten echter hun feodale rechten te vrijwaren en het monastieke leven zorgde dat de abdij tot buiten het Waasland gekend was.
Abdis de Sivory schonk in de 17de eeuw een gekleurd venster aan de sint-Nicolaaskerk, en verleende toestemming tot het bouwen van de Witte Molen naast haar gronden. De bloei van Rosenberg eindigde tijdens de Franse Revolutie: het monastieke leven werd voorgoed verstoord: de koorzusters werden verjaagd uit hun abdij, en de goederen en conventsgebouwen werden verbeurd verklaard. De overgebleven gebouwen kregen een herbestemming  als kazerne en in 1797 afgebroken. Van de oude conventsgebouwen van voor de Revolutie is niets bewaard.

### Abdissen
Er waren 21 abdissen die regeerden over de gronden en aan het hoofd van de abdij stonden.
| Koptekst                                | Begin abbatiaat | einde |
| --------------------------------------- | --------------- | ----- |
| Moeder Agnes                            |                 |       |
| Beatrix II                              | 1454            |       |
| Jozina van Steelant                     |                 | 1521  |
| Filippina Triest                        |                 | 1610  |
| Anna de Samillan                        |                 | 1634  |
| Anna Nonius                             |                 | 1685  |
| Maria de Sivori                         |                 | 1722  |
| Beatrix van Hoorebeke                   |                 |       |
| Maria Anna van Crombrugghe              |                 |       |
| joanna Maria van Doorslaere de Ten Ryen |                 |       |

## Tweede locatie
In 1831 kwam er een nieuw gebouw in de Kerkstraat door bemiddeling van de abdis Joanna Maria van Doorselaer de ten Ryen (1782-1863). Deze dame kocht met haar erfdeel enkele woningen, liet die afbreken en richtte er de tweede abdij van Roosenberg op. Dit gebouw bleef in gebruik tot in 1975.

## Derde locatie

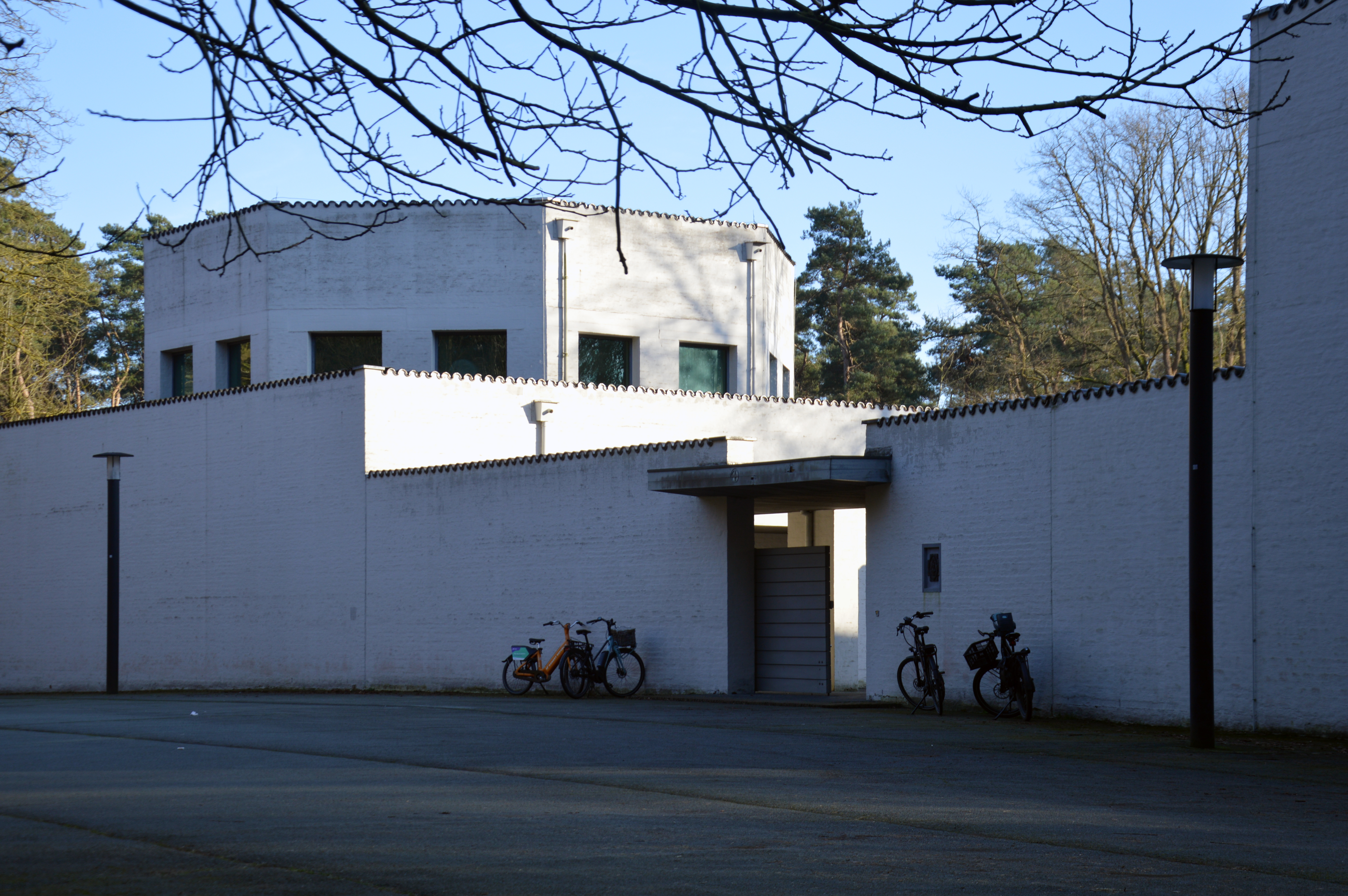
De gebouwen van Hans van der Laan, hier in 2025.

Het centrum van de Waaslandse gemeente werd verlaten en men zocht rustiger oorden op in het bos langs de Oudeheerweg-Heide. Het nieuwe gebouw opgericht in 1975 is van de hand van de benedictijn-architect Hans van der Laan. De abdij ligt op een hoogte aan het westelijke uiteinde van de Cuesta van het Waasland. Ondanks de nieuwe locatie bleven de roepingen uit. Het monastieke leven stopte, en de laatste zusters verlieten de conventsgebouwen.

## Onderzoek
Eind 20ste eeuw ontstond er veel belangstelling voor deze Wase abdij. Er werd gevraagd aan Dom Pieter de Batselier, OSB uit Dendermonde om een traktaat te schrijven over het monastieke leven. In 2023 verhuisde het patrimonium van de zusters, en vond onderdak in een zijbeuk van de OLV kerk in Waasmunster, waar de plaatselijke kerkfabriek zich borg stelde om de stukken te ontsluiten.